# ماكس بياجي
ماكس بياجي (بالإيطالية: Max Biaggi)‏ مواليد 26 يونيو 1971 في روما، هو متسابق دراجات نارية إيطالي. نافس في سباقات بطولة العالم للسوبربايك ولفئة 500 سي سي ولفئة 250 سي سي ولفئة 50 سي سي. كما شارك في بطولة العالم للموتو جي بي.

## البطولات
- بطولة العالم لفئة 250 سي سي 1994
- بطولة العالم لفئة 250 سي سي 1995
- بطولة العالم لفئة 250 سي سي 1996
- بطولة العالم لفئة 250 سي سي 1997
- بطولة العالم للسوبربايك 2010
- بطولة العالم للسوبربايك 2012

## وصلات خارجية
- ماكس بياجي على موقع IMDb (الإنجليزية)
- ماكس بياجي على موقع قاعدة بيانات الفيلم (الإنجليزية)
- ماكس بياجي على موقع DriverDB.com (الإنجليزية)
- ماكس بياجي على موقع MotoGP.com (الإنجليزية)
- ماكس بياجي على موقع WorldSBK.com (الإنجليزية)
- ماكس بياجي على موقع CONI honoured athlete website (الإيطالية)

- الموقع الإلكتروني